# Шяуляйский велосипедно-моторный завод

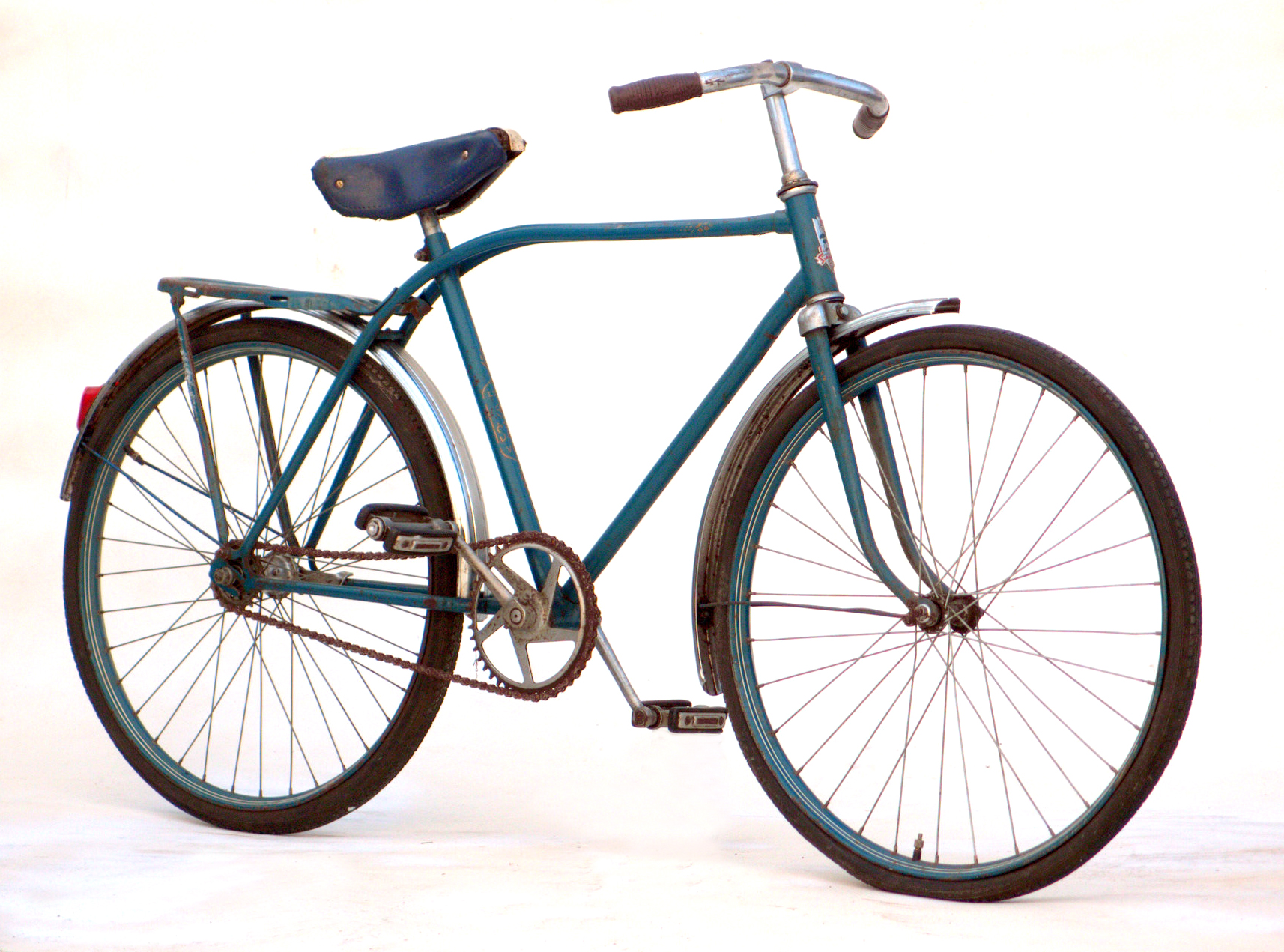
Велосипед В-72 «Орлёнок» производства Шяуляйского велосипедно-моторного завода «Вайрас» 1962 г.

Шяуляйский велосипедно-моторный завод «Вайрас» — завод в Литовской ССР по производству велосипедов и двигателей для мопедов.
«Vairas» в переводе с литовского — «Руль».

## Общие сведения
Шяуляйский велосипедный  завод был основан в 1948 году в городе Шяуляе Литовской ССР.
Первой продукцией завода были подростковые велосипеды  В-72  «Орлёнок»  (лит. Ereliukas) для мальчиков и   В-82 «Ласточка»   («Крегждуте»,  лит. Kregždutė) для девочек (с низкой рамой).  До этого велосипеды «Орлёнок» и «Ласточка» с 1949 по 1951 год выпускались Минским велозаводом.  В связи с освоением выпуска мотоцикла М-1М (копии немецкого DKW RT-125), производство подростковых велосипедов было передано из Минска на Шяуляйский велосипедный завод.
Модель  В-72 «Орлёнок» выпускали без значительных изменений конструкции с1951 по 1978 год. Затем было начато производство  новой модели 171-812 с прямой верхней трубой рамы.
В 1962 году завод начал  осваивать производство двигателей для мопеда Рига-1.  Первой моторной продукцией завода, получившего новое название «Шяуляйский велосипедно-моторный завод»,   стал  двигатель Š-50, который был копией чехословацкого мотора «Jawa 552».
Завод стал основным в СССР производителем двигателей для мопедов Рижского и Львовского мотозаводов. При этом производство подростковых  велосипедов продолжалось до конца истории СССР. К началу 1980-х годов завод  «Вайрас» выпустил более 7,5 млн. велосипедов и около 3 млн. двигателей для мопедов

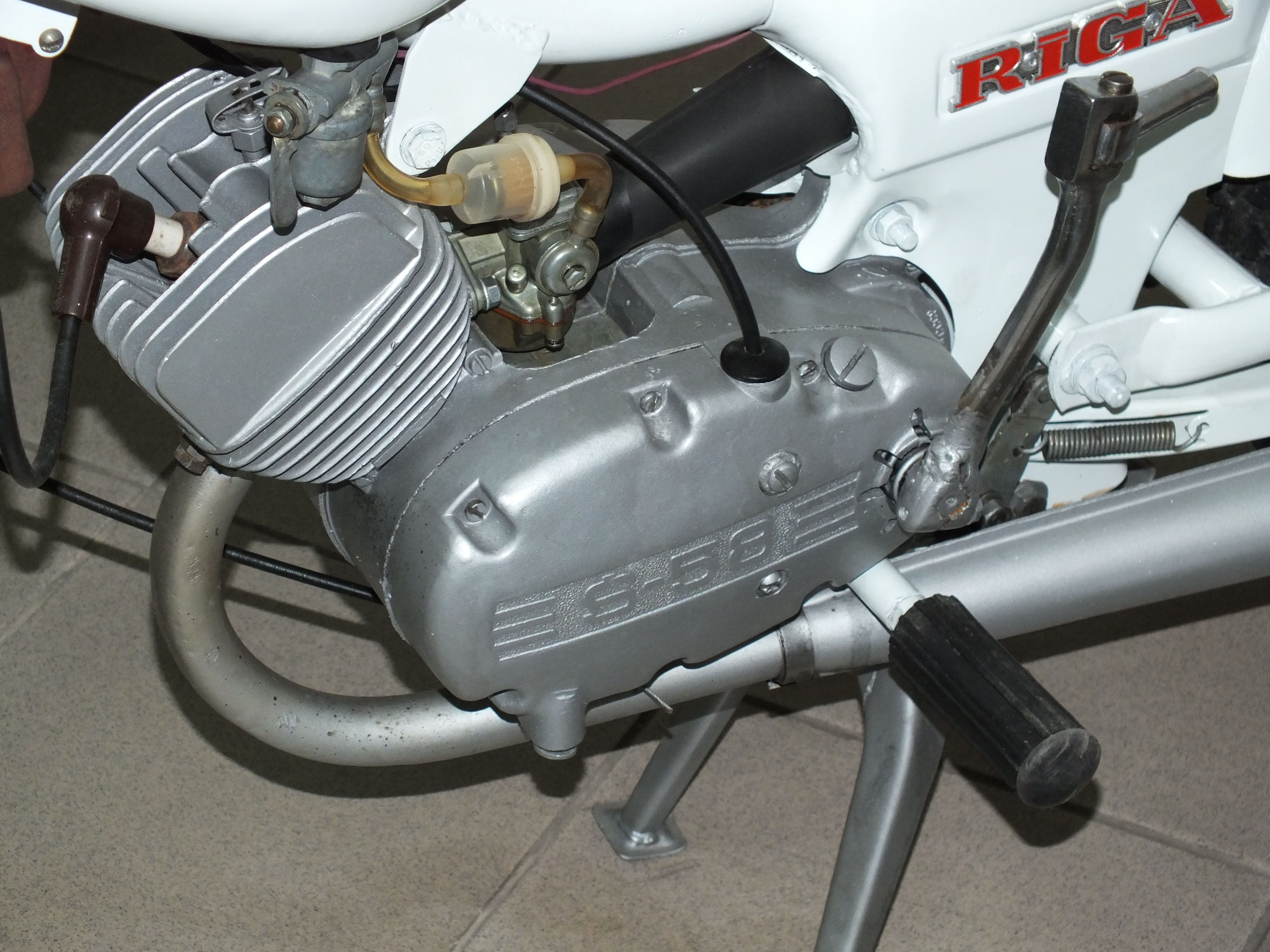
Двигатель S-58 производства ШВМЗ оснащенный кикстартером, 1977 г.

После распада СССР в 1992-1994 годах немецкий концерн Pantherwerke AG стал главным акционером завода , предприятие получило новое название - „Baltik Vairas“. По состоянию на 2017 год, Шяуляйский велосипедный завод продолжает выпускать велосипеды под маркой „Baltik vairas“.